# Melaleuca pungens
Melaleuca pungens är en myrtenväxtart som beskrevs av Johannes Conrad Schauer. Melaleuca pungens ingår i släktet Melaleuca och familjen myrtenväxter. Inga underarter finns listade i Catalogue of Life.